# Internationale Walter Benjamin Gesellschaft
Die Internationale Walter Benjamin Gesellschaft war eine von 1968 bis 1973 in Hamburg gegründete Organisation der Gegenkultur der 68er-Bewegung.
Des Weiteren wurde im Mai 2000 im Umkreis des Zentrums für Literatur- und Kulturforschung in Berlin erneut eine Internationale Walter Benjamin Gesellschaft ins Leben gerufen. Deren Zielsetzung ist es, „Wissenschaftler und interessierte Leser aus aller Welt“ zusammenbringen und „alle zwei Jahre große Konferenzen zu Walter Benjamin und verwandten Themen“ auszurichten.

## Erste Gesellschaft 1968–1973

### Geschichte
Die Internationale Walter Benjamin Gesellschaft e. V. wurde 1968 von Natias Neutert in Hamburg gegründet. Dies geschah im Sinne des Anarchosyndikalismus und war keine reguläre Gesellschaft im Sinne bürgerlichen Rechts nach § 705 BGB. Sie hatte ursprünglich Provo-Zentrale heißen sollen und war eine solidarische Erfindung, ohne eine eingeholte Erlaubnis der Benjamin-Erben. Ein Gründungsmanifest wurde verfasst.
Die Adresse der Gesellschaft war Jungfernstieg 48. Zu den Mitgliedern gehörten außer Natias Neutert:
- Christian Blechschmidt, Literaturveranstalter (bis 1972)
- Hubert Fichte, Schriftsteller (bis 1973)
- Helmut Salzinger, Schriftsteller (bis 1973)
- Joachim Schickel, Schriftsteller/Hörfunkredakteur (bis 1970)
- Werner Stingl, Schriftsteller/Werbetexter (bis 1973)
- Rob Stolk, Provo-Aktivist/Drucker (bis 1970)

Über Rob Stolk hielt man lose Verbindung zur Amsterdamer Provo-Bewegung. Da die von allen anvisierte internationale Resonanz nur wenig zustande kam, hieß sie später lediglich Walter Benjamin Gesellschaft.
Die Gesellschaft wurde 1973 aufgelöst.

### Ziele und Programmatik
Die Internationale Walter Benjamin Gesellschaft e. V. war eine philosophisch-kulturpolitische Gesellschaft, die nicht nur zu vertiefter Kenntnis Walter Benjamins beitragen und der ihm gewidmeten Forschung Anregungen geben, sondern vor allem seine Bedeutung für die Kulturrevolution aufzeigen wollte. Nicht nur gedankliche Solidarität mit Walter Benjamin sollte ausgedrückt werden, der Geschichtsphilosoph sollte sogar zu einer globalen Referenzfigur befördert und Karl Marx in dieser Hinsicht an die Seite gestellt werden, wie es im Gründungsmanifest hieß. Gesamtziel war eine gesamtgesellschaftliche Umwälzung Statt dass man über Walter Benjamins geschichtsphilosophischen Ansatz bloß redete und diskutierte, sollte nach der Parole mit Walter Benjamin! vor allem „gehandelt“ werden. Nicht im Hinblick auf ein „geschlossenes Gedankengebäude […], sondern auf eines, bei dem sämtliche Türen, Fenster und Dachluken sperrangelweit offen stehen,“ wie es im Gründungsmanifest formuliert wurde.
Eins ihrer aktionistischen Ziele ist es daher auch gewesen, durchzusetzen, dass die in Adornos Besitz befindlichen Manuskripte von Walter Benjamin der internationalen jungen Wissenschaft frei zur Verfügung gestellt werden. Sie sollten in einer Nacht-und-Nebel-Aktion entwendet werden und in einem öffentlichen Übergabehappening der antiautoritären Wissenschaft frei zur Verfügung gestellt werden.
Wichtig war die Auffassung, dass die Revolte über das Medium von Pop(-Musik) laufen sollte. Orientierungspunkt hierfür lieferte die von Natias Neutert aus den „Grundrissen“ von Marx gefilterte, auf das Popgeschehen übertragene und eindeutig gegen Adorno gerichtete Formel: „Der Rock ist ein Gebrauchswert, der ein bestimmtes Bedürfnis befriedigt.“
Mit Swinging Benjamin schuf der Popkritiker Helmut Salzinger schließlich intern eine Art literarisches Vermächtnis dieser ersten Internationalen Walter Benjamin Gesellschaft und extern ein Kultbuch.

### Wirkungen
Sympathisierende Nutznießer der heftig geführten, zumeist von Benjamins Werk ausgehenden Debatten waren unter anderem der Soziologe und Sexualforscher Günter Amendt, der entscheidende Anregungen für den Sprachstil von „SEX FRONT“ von dort empfangen hat; der Schriftsteller Daniel Dubbe, der Live-Material für sein Debütbüchlein „Szene“ sammelte; der Schriftsteller und Lektor des Rowohlt Verlages Jürgen Manthey, der sich Anregungen für die inhaltliche Ausrichtung der Buchreihe „dnb“ holte; der Schriftsteller Helmut Salzinger, der selbst wesentlich zur Grundorientierung auf Benjamins Werk beitrug und die Soziologin Irmgard Schleier, potentielle Leiterin des Ausstellungsprojekts „Spielen“. Bei dem berühmten Verleger des März-Verlages Jörg Schröder ging es um ein Drehbuch für einen literarischen Polit-Western.